# くるみ川
くるみ川（くるみがわ）は、福島県福島市を流れる河川であり、一級水系阿武隈川水系の一次支流である。

## 地理
福島盆地東端の渡利地区の山中を水源とし、渡利市街地東部を北上し阿武隈川へ合流する。支流の鈴ヶ入川合流点付近から阿武隈川合流点迄の1.34㎞が一級河川に、それより上流の460mが準用河川に指定されている。中流域では支流の鈴ヶ入川と合わせ、河川に沿った遊歩道が花見山公園とバス臨時駐車場との間に整備されており、シーズン中には観光客でにぎわう。

## 流域の自治体
福島県
- 福島市

## 主な橋梁
下流より記載
- 渡利くるみ橋（福島県道309号岡部渡利線）
- 岩崎橋（福島県道308号山口渡利線）
- 関口橋（福島市道）
- 新関口1号橋（福島市道）
- 五反田橋（福島市道）
- 新東2号橋（福島市道）
- 金畑下橋（福島市道）

## 周辺
- 福島市渡利学習センター
- 花見山公園